# Living Things
Living Things és el cinquè àlbum de la banda de rock i metal alternatiu nord-americana Linkin Park. Va ser llançat sota Warner Bros. Records i Machine Shop Recordings el 26 de juny de 2012 al Japó i a la resta del món durant la setmana següent. La producció va ser a càrrec del vocalista Mike Shinoda i Rick Rubin, que van coproduir els dos àlbums d'estudi anteriors de la banda, Minutes to Midnight (2007) i A Thousand Suns (2010). Living Things va ser el seu últim àlbum produït per Rubin i gravat a NRG Recording Studios.
La banda afirma que Living Things combina elements dels seus quatre àlbums anteriors per crear un nou so. Van declarar que finalment van sentir que estaven en "territori familiar" després d'anys d'experimentació que van donar lloc als seus dos àlbums d'estudi anteriors, Minutes to Midnight i A Thousand Suns. Living Things va ser escollit com a títol de l'àlbum a causa dels nombrosos temes personals que tocava.

## Llistat de cançons[2]
L'àlbum té 12 cançons amb una durada total de 37 minuts i 05 segons. Totes les lletres estan escrites per Chester Bennington i Mike Shinoda.
1. LOST IN THE ECHO - 3:25
2. IN MY REMAINS - 3:20
3. BURN IT DOWN - 3:51
4. LIES GREED MISERY - 2:27
5. I'LL BE GONE - 3:31
6. CASTLE OF GLASS - 3:25
7. VICTIMIZED - 1:46
8. ROADS UNTRAVELED - 3:49
9. SKIN TO BONE - 2:48
10. UNTIL IT BREAKS - 3:43
11. TINFOIL - 1:11
12. POWERLESS - 3:43